# Opération Épervier (Cameroun)
Pour les articles homonymes, voir Épervier (homonymie).
L'opération Épervier est une vaste opération judiciaire menée dans le cadre de la lutte anti-corruption au Cameroun. Cette opération a été lancée par le gouvernement du Premier ministre Ephraïm Inoni en 2006, sous la pression des bailleurs de fonds internationaux. Ce même Ephraïm Inoni a été arrêté depuis, en 2012, dans le cadre de cette même opération.
D'anciens ministres et des dirigeants d'entreprises publiques ont ainsi été arrêtés et condamnés. Ainsi, en mars 2008, l'ancien ministre de l'Économie et des Finances Polycarpe Abah Abah et l'ancien ministre de la Santé Urbain Olanguena Awono ont été arrêtés pour détournements de fonds. Gervais Mendo Zé, l’ex-patron de l’audiovisuel public, est emprisonné à Kondengui. L'ex-ministre Alphonse Siyam Siwe écope de 30 ans de prison pour des détournements de fonds au port autonome de Douala en décembre 2007. Roger Ntongo Onguéné, l’ancien patron des Aéroports du Cameroun, écope de 30 ans de prison. L'homme d'affaires Yves Michel Fotso est arrêté en 2010 et fait l'objet de plusieurs condamnations dont une peine de prison à vie,.
Le président Paul Biya a été accusé d'utiliser en partie cette opération anti-corruption pour écarter des personnalités, souvent eux-mêmes anciens protégés du président, à des fins politiques,,.

Liste non exhaustive des personnalités politiques condamnées pour des faits de détournements de deniers publics,
| Noms                       | Fonction                                                           | Faits                                                                                                 | Préjudice estimé (euros) | Sentence                               |
| -------------------------- | ------------------------------------------------------------------ | --- | ------------------------ | -------------------------------------- |
| Yves Michel Fotso          | Patron de la Camair                                                | Détournement de fonds dans le cadre de l'achat d'un avion présidentiel                                | 50 millions              | Perpétuité                             |
| Jean Marie Atangana Mebara | Secrétaire général de la présidence                                | Détournement de fonds dans le cadre de l'achat d'un avion présidentiel                                | 4,4 millions             | 60 ans                                 |
| Ephraïm Inoni              | Premier ministre                                                   | Détournement de fonds dans le cadre de l'achat d'un avion présidentiel                                | 440 000                  | 20 ans                                 |
| Marafa Hamidou Yaya        | Secrétaire général à la présidence                                 | Détournement de fonds dans le cadre de l'achat d'un avion présidentiel                                | 31 millions              | 20 ans                                 |
| Polycarpe Abah Abah        | Ministre de l’Économie et des Finances                             | Corruption et détournement de fonds publics dans le cadre de la gestion de la redevance audiovisuelle | 12 millions              | 31 ans                                 |
| Urbain Olanguena Awono     | Ministre de la Santé                                               | Détournement des fonds mondial de lutte contre le sida, le paludisme ou la tuberculose                | 120 000                  | 30 ans                                 |
| Alphonse Siyam Siwe        | Ministre des Mines Directeur du Port Autonome de Douala            | Détournement de fonds au Port autonome et d'escroqueries en série                                     | 63,2 millions            | Perpétuité                             |
| Gervais Mendo Zé           | Directeur général de la CRTV                                       | Malversations dans la gestion de l'entreprise                                                         |                          |                                        |
| Zacchaeus Mungwé Forjindam | Directeur général des Chantiers Navals et Industriels du Cameroun  | Malversation et détournement de fonds                                                                 | 206 millions             | Perpétuité                             |
| Roger Ntongo Onguéné       | Directeur des aéroports du Cameroun                                | Détournement de fonds publics                                                                         | 2 millions               | 50 ans                                 |
| Gilles Roger Belinga       | Directeur général de la Société immobilière du Cameroun            | Détournement de deniers publics, délit de tromperie envers associés                                   | 3 millions               | 35 ans                                 |
| Emmanuel Gérard Ondo Ndong | Directeur général du FEICOM                                        | Détournement de fonds publics                                                                         | 54 millions              | 30 ans                                 |
| Mohammed Iya               | Président de la FECAFOOT Directeur général de la SODECOTON         | Détournement de fonds publics                                                                         |                          | 15 ans                                 |
| Edgar Alain Mebe Ngo’o     | Ministre de la défense                                             | Détournement de fonds publics, surfacturation                                                         | 35 millions              | 30 ans                                 |
| Jean William Sollo         |                                                                    | |                          |                                        |
| Dieudonné Oyono            |                                                                    | |                          |                                        |
| Achille Zogo Andela        |                                                                    | |                          |                                        |
| Louis Max Ayina Ohandja    |                                                                    | |                          |                                        |
| Basile Atangana Kouna      |                                                                    | |                          |                                        |
| Jean-Baptiste Nguini Effa  | Directeur Général de la Société Camerounaise des Dépôts Pétroliers | Détournement de fonds.                                                                                | 2 milliards de FCFA      | 15 ans (libre depuis le 30 août 2024). |
| Charles Metouck            |                                                                    | |                          |                                        |
| Achille Zogo Andela        |                                                                    | |                          |                                        |
| Edouard Etonde Ekotto      |                                                                    | |                          |                                        |
| Paul Ngamo Hamani          |                                                                    | |                          |                                        |
| Gilles Roger Belinga       |                                                                    | |                          |                                        |
| Bruno Bekolo Ebe           | Recteur de l'Université de Douala                                  | Détournement de fonds publics                                                                         | 3 milliards 476 millions | acquitté                               |

## Sources
- Opération Epervier II, 56 prersonnalités dans le collimateur d’Amadou Ali - Africa Presse au Cameroun - 08/01/2008
- Africa Presse